# Список радянських військовиків з України, загиблих в Афганістані (1979-1989)
Це список вояків Збройних сил Радянського Союзу, які народилися на території Українській РСР, служили в «обмеженому контингенті Радянської Армії» під час війни в Афганістані 1979—1989 років і загинули внаслідок бойових дій. Всього за 10 років війни загинуло більше 15 тисяч вояків, з них більше 2378 — українці. Скільки серед загиблих народжених в УРСР, є невідомим.

## Список
| № | Прізвище, ім'я, по батькові           | Світлина | Посада (звання), підрозділ                                                                            | Про особу | Дата смерті (вік)                                                              | Обставини смерті, поховання | Нагороди                                                                                     |
| - | ------------------------------------- | -------- | --- | --- | ------------------------------------------------------------------------------ | --- | -------------------------------------------------------------------------------------------- |
|   | Авраменко Сергій Миколайович          |          | | Народився 16 серпня 1964 у с. Глибне Краснопільського району Сумської області. Працював трактористом колгоспу «Правда». 9 травня 1983 призваний до лав Радянської Армії. Пройшов підготовку в навчальному підрозділі (в/ч п/п 73701) за спеціальністю «механік-водій БМП». З 26 жовтня 1983 проходив службу в Афганістані в розвідроті в/ч п/п 65753 | 7 лютого 1985                                                                  | Загинув у бою. Похований на центральній алеї кладовища с. Глибне. | 20.06.1985, посмертно                                                                        |
|   | Алексєєв Андрій Олександрович         |          | старший лейтенант                                                                                     | Народився 12 серпня 1962 року у м. Новоград-Волинському Житомирської області. Закінчив Кіровське військове авіаціо-технічне училище. В Республіці Афганістан — з жовтня 1984 по грудень 1985 та з червня 1986 року. | 4 березня 1987                                                                 | При доставці вантажів на окрему сторожову заставу вертоліт Мі-8 було збито ракетою. Загинув разом з екіпажем. Похований на міському кладовищі в місті Калінінград.                                                                       | , орден «За службу Батьківщині в ЗС СРСР» III ступеня                                        |
|   | Андреєв Олексій Миколайович           |          | | Народився 22 грудня 1966 року в селі Ілляшівка Острозького району Рівненської області. Вчився в початковій школі спочатку в рідному селі, згодом — у Кутянці. Після школи закінчив Острозьке професійно-технічне училище № 28 (нині ДПТНЗ «Острозьке вище професійне училище»). 13 квітня 1985 року був призваний до лав Радянської армії. Прослужив в Афганістані лише 2 місяці. | 19 січня 1986                                                                  | Згорів у збитому транспортному літаку | посмертно                                                                                    |
|   | Андрєєв Володимир Костянтинович       |          | Прапорщик                                                                                             | Народився 26 червня 1953 року у м. Суми. Після закінчення школи працював слюсарем на Сумському фарфоровому заводу. В Республіці Афганістан — з березня 1981 року. | 9 січня 1982                                                                   | Колона пальнозаправників, котра слідувала на аеродром Пулі-Хумрі біла обстріляна ворогом. Загинув у неравному бою. Похований на Центральному цвинтарі м. Суми.                                                                           | (посмертно)                                                                                  |
|   | Астіоненко Сергій Олександрович       |          | Старший лейтенант                                                                                     | Народився 5 листопада 1954 року у м. Херсон. Закінчив Васильківське військове авіаційно-технічне училище. В Республіці Афганістан з березня 1980 по вересень 1981 і з серпня 1983 року. | 5 липня 1984                                                                   | Вертольот Мі-8МТ був обстріляний під час розвантаження вантажу. Похований в Херсоні. | (посмертно), медаль «За відвагу»                                                             |
|   | Апальков Володимир Вікторович         |          | Рядовий                                                                                               | Народився 1 серпня 1964 року в селі Старовірівка Харківської області. В Старовірівській середній школі вчився 8 класів, далі навчався у Кременчуцькому залізничного технікуму. Після закінчення технікуму протягом двох місяців працював майстром депо на станції Основа. 1 жовтня 1983 року його було призвано до лав Радянської Армії. | 17 лютого 1984                                                                 | Смертельно поранений під час бою в провінції Кабул. | (посмертно)                                                                                  |
|   | Баглай Сергій Миколайович             |          | Прапорщик                                                                                             | Народився 25 січня 1959 року в м. Дніпропетровськ Дніпропетровської області УССР. З лютого 1980 проходив службу в Афганістані. | 27 квітня 1982                                                                 | Смертельно поранений під час бою. | (посмертно)                                                                                  |
|   | Байдачний Віктор Петрович             |          | Старший лейтенант                                                                                     | Народився 10 квітня 1955 року у м. Харкові. Закінчив Харківське військове авіаційно-технічне училище. В Республіці Афганістан — з грудня 1979 року. | 20 липня 1980                                                                  | Загинув в збитому вертольоті Мі-10 в районі Пулі-Хумрі. Похований на одному із кладовищ в місті Харків. | (посмертно)                                                                                  |
|   | Батютенко Леонід Петрович             |          | Молодший сержант                                                                                      | Народився 25 травня 1963 року в с. Чупахівка Охтирського району Сумської області. Через деякий час сім'я переїхала до м.Лебедин. Закінчив Лебединську загальноосвітню школу № 1. 20 жовтня 1981 року був призваний на строкову службу до збройних сил СРСР. Пройшов курс військової підготовки по веденню бойових дій у гірській місцевості за спеціальністю стрілець і був направлений до Афганістану помічником гранатометника десантно-штурмової групи прикордонних військ в\ч п\п 2066. | 13 грудня 1982                                                                 | Загинув під час захисту прикордонної застави від нападу ворога. Похований у місті Лебедин Сумської області на Мироносницькому кладовищі.                                                                                                 | (посмертно)                                                                                  |
|   | Бурденюк Григорій Гаврилович          |          | Солдат                                                                                                | Народився 10 червня 1966 року в с. Данківці Хотинського району Чернівецької області. В Афганістані з вересня 1985 року. | Був смертельно поранений у бойовій операції в ущелині Кріт (Пандшерські гори). | (посмертно) |                                                                                              |
|   | Захаревич Йосип Владиславович         |          | Старший лейтенант, льотчик вертольота Мі-6                                                            | Народився 15 лютого 1957 року в селі Шостаківка Вінницької області. Закінчив Сизранське вище військове авіаційне училище льотчиків. В Республіці Афганістан — з жовтня 1982 року. | 22 лютого 1983                                                                 | Загинув у збитому вертольоті Мі-6. Похований у селі Свіршківці Хмельницької області. | (посмертно)                                                                                  |
|   | Звєрев Олексій Володимирович          |          | Старший лейтенант, бортовий авіатехнік вертольота Мі-8                                                | Народився 23 серпня 1948 року в селі Пантаріївці Кіровоградської області. Закінчив Харківське військове авіаційно-технічне училище. В Республіці Афганістан — з серпня 1983 року. | 18 жовтня 1983                                                                 | Загинув у збитому вертольоті Мі-8. Похований в рідному селі. | (посмертно)                                                                                  |
|   | Зінченко Констянтин Тихонович         |          | Капітан, старший бортовий механік літака Ан-26                                                        | Народився 1 лютого 1953 року на станції Квашино Донецької області. Закінчив Іркутське авіаційно-технічне училище цивільної авіації. В Республіці Афганістан — з жовтня 1987 року. | 22 жовтня 1987                                                                 | Загинув у збитому літаку Ан-26 при заході на аеродром Джелалабада. Похований на Чижовському кладовищі в Мінську. | (посмертно)                                                                                  |
|   | Котляр Микола Тимофійович             |          | Капітан, командир екіпажу літака Ан-12                                                                | Народився 23 травня 1955 року в селі Котляри Харківської області. Закінчив Харківське вище військове авіаційне училище льотчиків. В Афганістан почав здійснювати рейси в 1980 році. | 15 лютого 1983                                                                 | Загинув у збитому Ан-12. Похований на Долгопрудненському кладовищі в Москві. |                                                                                              |
|   | Кривенко Анатолій Петрович            |          | Капітан, старший бортовий авіатехнік-інструктор вертольота Мі-24                                      | Народився 10 жовтня 1955 року в Красногорівка Донецької області. Закінчив Харківське вище військове авіаційне училище. В Республіці Афганістан — з березня 1985 року. | 1 лютого 1986                                                                  | Загинув у збитому вертольоті Мі-24. Похований на батьківщині. | (посмертно)                                                                                  |
|   | Краснухін Констянтин Георгійович      |          | Старший лейтенант, бортовий авіатехнік вертольота Мі-24Д                                              | Народився 20 травня 1957 року в місті Міусінськ Луганської області. Закнічив Харківське вище військове авіаційне інженерне училище. В Республіці Афганістан — з січня 1980 року. | 17 серпня 1980                                                                 | Загинув у збитому вертольоті Мі-24 над аеродромом Кабул. Похований на батьківщині. | (посмертно)                                                                                  |
|   | Крамаренко Ігор Юрійович              |          | Лейтенант, бортовий авіатехнік вертольота Мі-8                                                        | Народився 18 листопада 1964 року в смт Високопілля Херсонської області. Закінчив Кіровське військове авіаційне училище. В Республіці Афганістан — з квітня 1987 року. | 5 червня 1987                                                                  | Загинув у збитому вертольоті Мі-8. Похований в місті Херсон. | (посмертно)                                                                                  |
|   | Корж Анатолій Іванович                |          | Капітан, командир ланки окремої розвідувальної ескадрілії                                             | Народився 12 квітня 1956 року в місті Чернігів. Закінчив Чернігівське вище військове авіаційне училище льотчиків. В Республіці Афганістан — з жовтня 1983 року. | 21 квітня 1984                                                                 | Загинув у збитому літаку Су-17М3Р. Похований в м. Чернігів | (посмертно)                                                                                  |
|   | Кошенко Василь Пилипович              |          | Капітан, бортовий авіаційний технік вертольота Мі-24                                                  | Народився 15 квітня 1942 року в селі Чернявка Вінницької області. Закінчив курси молодших офіцерів при Васильківському військовому авіаційно-технічному училищі. В Республіці Афганістан — з травня 1980 року. | 5 липня 1980                                                                   | Загинув у збитому вертольоті Мі-24. Похований у місті Городня Чернігівської області. | (посмертно)                                                                                  |
|   | Козовий Ігор Васильович               |          | Майор, командир ескадрильї вертольотів Мі-24                                                          | Народився 12 червня 1946 року в місті Біла Церква. Закінчив Сизранське вище військове авіаційне училище льотчиків. В Республіці Афганістан — з грудня 1979 року. | 17 серпня 1980                                                                 | Загинув у збитому вертольоті Мі-24. Похований на кладовищі «Мазурино» у Вітебську. | (посмертно)                                                                                  |
|   | Комар Сергій Олександрович            |          | Прапорщик, технік групи обслуговування авіаційного озброєння                                          | Народився 22 липня 1950 року в місті Козятині Вінницької області. В Республіці Афганістан — з січня 1984 року. | 22 травня 1984                                                                 | Загинув унаслідок вибуху боєприпасів на аеродромі Кандагар. Похований в м. Бердичів. |                                                                                              |
|   | Концевич Володимир Борисович          |          | Старший лейтенант, бортовий авіатехнік вертольота Мі-6                                                | Народився 20 серпня 1959 року в місті Брянка Луганської області. Закінчив Харківське вище військове авіаційне інженерне училище. В Республіці Афганістан — з вересня 1982 року. | 11 листопада 1982                                                              | Загинув у збитому вертольоті Мі-6. Похований в місті Брянка. | , (посмертно)                                                                                |
|   | Коновалов Петро Миколайович           |          | Прапорщик, бортовий авіатехнік вертольоту Мі-8                                                        | Народився 15 липня 1949 року в місті Житомир. В Республіці Афганістан — з жовтня 1985 року. | 24 листопада 1985                                                              | Загинув у збитому вертольоті Мі-8. Похований в селищі Холмське Краснодарського краю. | (посмертно)                                                                                  |
|   | Кравцов Іван Андрійович               |          | Старший лейтенант, льотчик-оператор вертольота Мі-24                                                  | Народився 6 лютого 1963 року в місті Новий Айдар Луганської області. Закінчив Сизранське вище військове авіаційне училище льотчиків. В Республіці Афганістан — з січня 1987 року. | 30 жовтня 1987                                                                 | Загинув у збитому вертольоті Мі-24. Похований на кладовище місті Південне Харківської області. | (посмертно)                                                                                  |
|   | Кононов Юрій Володимирович            |          | Старший лейтенант, бортовий авіатехнік вертольоту Мі-24Д                                              | Народився 15 червня 1961 року в селі Протопопівка Кіровоградської області. Закінчив Васильківське військове авіаційно-технічне училище. В Республіці Афганістан — з вересня 1984 року. | 10 липня 1985                                                                  | Загинув у збитому в районі Кундуза вертольоті Мі-24. Похований на батьківщині. | (посмертно), орден «За службу Батьківщині у ЗС СРСР» III ступеня                             |
|   | Козопас Ярослав Степанович            |          | Прапорщик, бортовий механік вертольота Мі-6                                                           | Народився 30 серпня 1953 року у місті Хирові Львівської області. В Республіці Афганістан — з вересня 1985 року. | 12 жовтня 1985                                                                 | Загинув у збитому вертольоті Мі-6. Похований у місті Хирів. | (посмертно), медаль «За бойові заслуги»                                                      |
|   | Кирєєв Валентин Ігорович              |          | Підполковник, заступник командира авіаполку Прикордонних військ КДС СРСР                              | Народився 12 листопада 1947 року в місті Дубно Рівненської області. Закінчив Харківське військове авіаційно-технічне училище і Військово-повітряну інженерну академію імені М. Жуковського. | 23 жовтня 1987                                                                 | Був поранений в бойові вильоті 22.10.1987, помер в шпиталі міста Керки. Похований у місті Донецьк. | (посмертно), Орден Червоної Зірки, медаль «За бойові заслуги», Орден Червоної Зірки          |
|   | Ковальчук Арсен Арсенійович           |          | Прапорщик, бортовий стрілець-радист вертольота Мі-6                                                   | Народився 6 лютого 1948 року в селі Таращанка Житомирської області. В Республіці Афганістан — з липня 1982 року. | 23 серпня 1982                                                                 | Загинув у збитому вертольоті Мі-6. Похований в місті Самборі. | (посмертно)                                                                                  |
|   | Клименко Сергій Павлович              |          | Старший прапорщик, старший авіамеханік авіаполку Прикордонних військ                                  | Народився 22 червня 1957 року в Лисичанську Луганської області. | 19 січня 1989                                                                  | Загинув у збитому вертольоті Мі-8. Похований в місті Попасна. | (посмертно)                                                                                  |
|   | Домаскін Валерій Миколайович          |          | Лейтенант, офіцер бойового управління авіацією                                                        | Народився 26 грудня 1963 року в місті Дніпропетровську. Закінчив Ставропольске вище військове авіаційне училище льотчиків. В Республіці Афганістан — з березня 1987 року. | 21 жовтня 1987                                                                 | Загинув у авіакатастрофі над аеропортом міста Кабул. Похований на Сурсько — Литовському кладовищі у місті Дніпропетровськ. | (посмертно)                                                                                  |
|   | Ізрайліт Володимир Григорович         |          | Старший лейтенант, бортовий авіатехнік вертольота Мі-8                                                | Народився 12 жовтня 1957 року в місті Харкові. Закінчив Харківське військове авіаційне-технічне училище. В Республіці Афганістан — з вересня 1983 року. | 27 серпня 1984                                                                 | Загинув у збитому вертольоті Мі-8. Похований на одному кладовищ в м. Харків. | (посмертно)                                                                                  |
|   | Заярний Анатолій Мартинович           |          | Прапорщик, помічник начальника авіаційно-технічного постачання                                        | Народився 17 вересня 1944 року в селі Томашівка Хмельницької області. В Республіці Афганістан — з травня 1987 року. | 29 вересня 1987                                                                | Помер від захворювання. Похований у рідному селі. |                                                                                              |
|   | Зорькін Валерій Юрійович              |          | Лейтенант, начальник слюсарно-механічної групи техніко-експлуатаційної частини                        | Народився 24 квітня 1963 року в місті Горлівці Донецької області. Закінчив Словянське авіаційно-технічне училище цивільної авіації. В Республіці Афганістан — з листопада 1986 року. | 12 липня 1987                                                                  | Загинув при ліквідації аварії літака Ан-12 на ародромі Кандагар. Похований на кладовищі в районі житлового масиву Кондратівка міста Горлівка.                                                                                            | (посмертно)                                                                                  |
|   | Єгоров Олександр Броніславович        |          | Лейтенант, бортовий авіатехнік вертольоту Мі-6                                                        | Народився 26 квітня 1963 року в місті Миргороді Полтавської області. Закінчив Кіровське військове авіаційно-технічне училище. В Республіці Афганістан — з вересня 1984 року. | 14 березня 1985                                                                | Загинув у збитому вертольоті Мі-6. Похований у місті Біла Церква. | (посмертно)                                                                                  |
|   | Козінов Олександр Федорович           |          | Старший лейтенант, бортовий авіатехнік вертольоту Мі-24                                               | Народився 19 січня 1956 року в місті Ялті. Закінчив Харківське вище авіаційно-технічне училище. В Республіці Афганістан — з травня 1980 року. | 17 квітня 1981                                                                 | Загинув у збитому вертольот Мі-24 в районі н.п. Матахейль провінції Нангархар. Похований на кладовищі місті Ялта. | (посмертно)                                                                                  |
|   | Кузнєцов Володимир Ілліч              |          | Старший лейтенант, штурман літака Ан-12                                                               | Народився 14 січня 1955 року в радгоспі «Дзержинський» Лутугинського району Луганської області. Закінчив Луганське вище військово авіаційне училище штурманів. В Республіці Афганістан — з серпня 1987 року. | 21 жовтня 1987                                                                 | Загинув у збитому літаку Ан-12. Похований в місті Олександрівськ Луганської області. | (посмертно)                                                                                  |
|   | Катуркін Віктор Олександрович         |          | Старший лейтенант, штурман літака Ан-26                                                               | Народився 24 березня 1957 року в місті Луганську. Закінчив Луганське вище військове авіаційне училище штурманів. В Республіці Афганістан — з липня 1984 року. | 22 січня 1985                                                                  | Загинув у збитому літаку Ан-26. Похований в місті Луганськ. | (посмертно)                                                                                  |
|   | Ковальов Леонід Тихонович             |          | Капітан, командир вертольота Мі-8Т                                                                    | Народився 15 серпня 1941 року в селі Олено-Косоротово Кіровоградської області. Екстерном закінчив Краснодарське авіаційно-технічне училище. В Респубіліці Афганістан — з серпня 1981 року. | 10 січня 1982                                                                  | Загинув у збитому вертольоті Мі-8. Похований на міському цвинтарі в Херсоні. | (посмертно)                                                                                  |
|   | Ковальський Віталій Анатолійович      |          | Лейтенант, льотчик-штурман вертольоту Мі-8                                                            | Народився 14 липня 1959 року в місті Зимогір'я Луганської області. Закінчив Луганський навчальний авіаційний центр. В Республіці Афганістан — з серпня 1983 року. | 2 квітня 1984                                                                  | Загинув у збитому вертольоті Мі-8. Похований в місті Зимогір'я | (посмертно)                                                                                  |
|   | Забожко Олег Леонідович               |          | Прапорщик, бортовий авіамеханік вертольота Мі-6                                                       | Народився 1 липня 1948 року в селищі Вільшанка Черкаської області. До призову працював слюсарем на заводі. В Республіці Афганістан — з грудня 1979 року. | 6 липня 1984                                                                   | Загинув у збитому вертольоті Мі-6. Похований в рідному селі. | (посмертно)                                                                                  |
|   | Звягінцев Валерій Петрович            |          | Прапорщик                                                                                             | Народився 13 серпня 1953 року в селі Берестовеньки Харківської області. В Республіці Афганістан з серпня 1981 по липень 1982 року та з липня 1985 року. | 18 серпня 1987                                                                 | Загинув унаслідок нещасного випадку. Похований у смт Дворічне. | медаль «За бойові заслуги», «За бездоганну службу в ЗС СРСР» III ступеня                     |
|   | Дзюба Леонід Зіновійович              |          | Капітан, старший льотчик-інструктор навчальної авіаційної ескадрильї ВПС Республіки Афганістан        | Народився 2 березня 1953 року в місті Зорінськ Луганської області. Закінчив Луганське вище військове авіаційне училище штурманів. В Республіці Афганістан — з серпня 1981 року. | 18 червня 1983                                                                 | Бронетранспортер, в якому він їхав на аеродром, потрапив в автокатастрофу. Похований в місті Зорінськ. | (посмертно)                                                                                  |
|   | Єшин Сергій Миколайович               |          | Лейтенант, льотчик-оператор вертольоту Мі-24                                                          | Народився 28 березня 1964 року в містечку Помощна Кіровоградської області. Закінчив Саратовське вище військове авіаційне училище льотчиків. В Республіці Афганістан — з січня 1987 року. | 18 травня 1987                                                                 | Загинув у збитому вертольоті Мі-24. Похований на кладовищі «Жовтневе» містечка Помощна. | (посмертно)                                                                                  |
|   | Євдокимов Володимир Іванович          |          | Капітан, начальник клуба                                                                              | Народився 29 вересня 1947 року в селі Копанка Харківської області. Пройшов курс підготовки офіцерів-політпрацівників. В Республіці Афганістан — з серпня 1983 року. | 18 серпня 1984                                                                 | Помер від важкого захворювання. Похований в селі Червоний Донець Харківської області. | (посмертно), медаль «За бойові заслуги»                                                      |
|   | Жорін Микола Михайлович               |          | Старший лейтенант, старший технік вертольоту Мі-8 авіаполку прикордонних військ                       | Народився 12 вересня 1960 року в селі Пилипи-Борівські Вінницької області. Закінчив Кіровське військове авіаційно-технічне училище. В Республіці Афганістан — з вересня 1982 року. | 2 вересня 1986                                                                 | Загинув у збитому вертольоті Мі-8. Похований на батьківщині. | медаль «За відвагу», «За бойові заслуги», (посмертно)                                        |
|   | Гончаров Володимир Миколайович        |          | Капітан, старший бортовий авіатехнік-інструктор вертольоту Мі-8Т                                      | Народився 9 грудня 1938 року в містечку Синельниково Дніпропетровської області. Екстерном закінчив Даугавпільське військове авіаційно-технічне училище. В Республіці Афганістан — з липня 1981 року. | 13 червня 1982                                                                 | Загинув у збитому вертольоті Мі-8. Похований у місті Самбір Львовської області. | (посмертно)                                                                                  |
|   | Добровольський Микола Миколайович     |          | Лейтенант, командир екіпажу вертольоту Мі-24                                                          | Народився 20 травня 1954 року в місті Суми. Екстерном закінчив Сизранське вище військове авіаційне училище льотчиків. В Республіці Афганістан — з вересня 1981 року. | 28 жовтня 1981                                                                 | Загинув у збитому вертольоті Мі-24. Похований на міському кладовищу в місті Сумах. | (посмертно)                                                                                  |
|   | Доманський Олександр Ананійович       |          | Прапорщик, повітряний стрілець вертольота Мі-8                                                        | Народився 6 січня 1963 року в селі Перекалля Ровенської області. В Республіці Афганістан — з вересня 1984 року. | 10 жовтня 1984                                                                 | Загинув у збитому вертольоті Мі-8. Похований в селі Княгині Млинівського району. |                                                                                              |
|   | Гуртов Анатолій Володимирович         |          | Капітан, бортовий авіаційний механік вертольота Мі-6                                                  | Народився 10 жовтня 1955 року в місті Балаклія Харківської області. Закінчив Харківське військове авіаційне технічне училище. В Республіці Афганістан: з серпня 1983 по жовтень 1984 та — з травня 1987 року. | 27 листопада 1987                                                              | Загинув у збитому вертольоті Мі-6. Похований в міст Балаклії. | , «За службу Батьківщині в Збройних Силах СРСР» III ступені та Червоного Прапора (посмертно) |
|   | Гончарук Микола Сергійович            |          | Капітан, командир ланки вертольотів Мі-8                                                              | Народився в селі Суємці Житомирської області. Закінчив Саратовське вище військове авіаційне училище льотчиків. В Республіці Афганістан — з січня 1986 року. | 19 серпня 1986                                                                 | Смертельно поранений під час бойового вильоту. Похований в селі Суємці. | (посмертно)                                                                                  |
|   | Дацько Тарас Констянтинович           |          | Лейтенант, льотчик-оператор вертольота Мі-24                                                          | Народився 27 березня 1956 року в селу Нове Місто Львівської області. Закінчив Саратовське військове авіаційне училище льотчиків. В Республіці Афганістан — з березня 1980 року. | 24 квітня 1980                                                                 | Загинув в результаті боя на місці аварійної посадки підбитого вертольота. Похований на батьківщині. | (посмертно)                                                                                  |
|   | Геращенко Олександр Васильович        |          | Старший лейтенант, льочик-оператор вертольота Мі-24                                                   | Народився 5 березня 1962 року в селі Нова-Сироватка Сумської області. Пройшов річну підготовку і екстерном склав екзамени за повний курс середнього військового авіаційного училища. В Республіці Афганістан — з квітня 1987 року. | 29 вересня 1987                                                                | Загинув у збитому вертольоті Мі-24. Похований на батьківщині. | (посмертно)                                                                                  |
|   | Горячківський Володимир Володимирович |          | Капітан, старший льотчик літака МіГ-21Р                                                               | Народився 2 квітня 1954 року в селі Підвисоке Кіровоградської області. Закінчив Чернігівське вище військове авіаційне училище льотчиків. В Республіці Афганістан — з грудня 1979 року. | 9 вересня 1980                                                                 | Загинув у збитому літаку МіГ-21. Похований в місті Чортків Терпнопільскої області. | (посмертно)                                                                                  |
|   | Гаврисевич Юрій Борисович             |          | Старший прапорщик, бортовий авіаційний технік вертольоту Мі-8МТ                                       | Народився 10 листопада 1949 року в селі Ольшанка Одеської області. Працював на Каменському консервному заводі. В Республіці Афганістан — з серпня 1988 року. | 1 жовтня 1988                                                                  | Загинув у збитому вертольоті Мі-8МТ. Похований на алеї героїв в місті Тирасполь. | (посмертно)                                                                                  |
|   | Ворона Микола Іванович                |          | Старший лейтенант, бортовий авіаційний технік літака Ан-12                                            | Народився 6 квітня 1954 року в селі Іванівка Черкаської області. Закінчив Іркутське військове авіаційне інженерне училище. В Республіці Афганістан — з 12 вересня 1987 року. | 21 жовтня 1987                                                                 | Загинув у збитому Ан-12. Похований в місті Гункулай (Литва). | (посмертно)                                                                                  |
|   | Гладиш Іван Артемович                 |          | Капітан, помічник штурмана авіаційної ескадрильї військово-транспортних літаків Іл-76                 | Народився 24 червня 1953 року в селі Орлівці Черкаської області. Закінчив Луганське вище військове авіаційне училище штурманів. | 27 жовтня 1984                                                                 | Загинув в Іл-76, який був збитий з ракети при посадці в аеропорту міста Кабула. Похований у місті Паневежіс (Литва). | (посмертно)                                                                                  |
|   | Герасимов Віктор Петрович             |          | Майор, заступник командира батальйону з матеріально-технічного забезпечення                           | Народився 8 серпня 1947 року в селищі Станично-Луганське Луганської області. Закінчив Харківське військове авіаційно-технічне училище. В Республіці Афганістан — з жовтня 1982 року. | 15 лютого 1983                                                                 | Загинув в авіакатастрофі. Похований на батьківщині. | (посмертно), медаль «За бойові заслуги»                                                      |
|   | Гапон Григорій Андрійович             |          | Прапорщик, старший авіамеханік                                                                        | Народився 24 квітня 1958 року в селі Дейманівка Чернігівської області. В Республіці Афганістан — з квітня 1980 року. | 5 жовтня 1980                                                                  | Тяжко захворів і помер у Ташкентському госпиталі. Похований в селі Дейманівка. | (посмертно)                                                                                  |
|   | Воробйов Євген Іванович               |          | Старший лейтенант, начальник радіолокаційної групи                                                    | Народився 3 березня 1952 року у місті Одесі. Закінчив військову кафедру Київського державного університету імені Т. Г. Шевченка. В Республіці Афганістан — з лютого 1982 року. | 15 лютого 1982                                                                 | Загинув в бою, відбиваючи напад на аеродром Шинданд. Похований у місті Миколаєві. |                                                                                              |
|   | Вікторов Олександр Олексійович        |          | Прапорщик                                                                                             | Народився 30 серпня 1950 року у місті Дніпропетровськ. До призову на військову службу працював робітником у Дніпропетровському державному університеті. В Республіці Афганістан — з березня 1980 року. | 9 квітня 1981                                                                  | Загинув в автокатастрофі під час перевезення військових вантажів. Похований на Сурсько-Литовському кладовищі у Дніпропетровську. |                                                                                              |
|   | Агакишиєв Азер Курбанович             |          | старший лейтенант                                                                                     | Народився 20 лютого 1956 року в м. Дніпродзержинську Дніпропетровської області. Закінчив Харківське військове авіаційне училище. В Республіці Афганістан — з грудня 1979 року. | 8 жовтня 1980                                                                  | Отримав поранення при аварійній посадці вертольота Мі-8 7 жовтня. Помер від ран. Похований у Дніпродзержинську. | , орден «За службу Батьківщині в ЗС СРСР» III ступеня                                        |
|   | Вільчинський Володимир Вікторович     |          | Старший лейтенант                                                                                     | Народився 1 вересня 1958 року у місті Краснодоні Луганської області. Військові підготовку пройшов при Новочерскаському політехнічному інституті за спеціальністю штурман вертольота. В Республіці Афганістан — з березня 1984 року. | 18 травня 1985                                                                 | Загинув в результаті бою на місці аварійної посадки вертольота. Похований у місті Краснодоні. | (посмертно),                                                                                 |
|   | Безкровний Юрій Сергійович            |          | Лейтенант                                                                                             | Народився 4 червня 1961 року в м. Харкові. В 1981 р. закінчив Харківське вище військове авіаційне інженерне училище. В Республіці Афганістан — з квітня 1982 року. | 11 жовтня 1982                                                                 | При виконанні бойового завдання вертоліт Мі-24 був підбитий і загорівся в повітрі. За наказом командира він покинув бойову машину. Але в повітрі бортовий авіатехнік потрапив під несучий гвинт і загинув. Похований у місті Харкові.    | (посмертно)                                                                                  |
|   | Бутузов Андрій Євгенович              |          | Старший лейтенант                                                                                     | Народився 29 березня 1963 року в місті Кривий Ріг Дніпропетровської області. Закінчив Кіровське військове авіаційно-технічне училище. В Республіці Афганістан — з вересня 1985 року. | 31 травня 1986                                                                 | Загинув у збитому вертольоті Мі-24. Похований у селищі Дебришки, поблизу Казані (РФ). | (посмертно)                                                                                  |
|   | Верлока Павло Іванович                |          | Лейтенант                                                                                             | Народився 12 липня 1959 року на хуторі Байрак Харківської області. Закінчив Харківське військове авіаційно-технічне училище. В Республіці Афганістан — з березня 1980 року. | 12 грудня 1980                                                                 | Загинув у збитому вертольоті Мі-24. Похований в селі Кутузівці Харківської області. | (посмертно)                                                                                  |
|   | Велімець Микола Адамович              |          | Рядовий                                                                                               | Народився 20 грудня 1963 року у м. Сарни. З 1970 по 1978 рік навчався в СШ № 1 м. Сарни. У 1979 році вступав до Сарненського сільськогосподарського училища № 21, де здобув професію «тракторист-машиніст с/г виробництва». Працював у автоколоні ПВС трубоукладчиком. Восени 1982 року призваний до лав Радянської армії. | 12 жовтня 1983                                                                 | | (посмертно)                                                                                  |
|   | Бурак Мирослав Михайлович             |          | Капітан                                                                                               | Народився 11 січня 1955 року в місті Калуш Івано-Франківської області. Закінчив Чернігівське вище військове авіаційне училище льотчиків. В Республіці Афганістан — з жовтня 1986 року. | 5 лютого 1987                                                                  | При виконанні бойового завдання його Су-25 був збитий ракетами супротивника. Похований у місті Калуш. | Орден Червоної Зірки, Орден Червоного Прапору (посмертно)                                    |
|   | Бочарніков Олександр Михайлович       |          | Старший прапорщик                                                                                     | Народився 9 грудня 1956 року в селищі Красногвардійське (АРК). Після завершення навчання в школі працював зварювальником на заводі «Узбексільмаш» в місті Чирчик. В Республіці Афганістан — з січня 1987 року. | 12 липня 1987                                                                  | Загинув при проведенні аварійно-рятувальних робіт на місті падіння самолета Ан-12 на аеродромі Кабул. Похований на міському цвинтарі в м. Чирчику.                                                                                       | (посмертно)                                                                                  |
|   | Буренін Олександр Борисович           |          | Старший прапорщик                                                                                     | Народився 22 червня 1954 року в місті Кривий Ріг Дніпропетровської області. До призову на військову службу працював у конструкторському бюро Південного машинобудівного заводу у Дніпропетровську. В Республіці Афганістан — з березня 1986 року. | 21 січня 1987                                                                  | Загинув в авікатастрофі. | (посмертно)                                                                                  |
|   | Бутенко Віктор Петрович               |          | Старший прапорщик                                                                                     | Народився 4 вересня 1955 року в місті Дніпропетровську. В Республіці Афганістан з 14 серпня 1983 року по 22 листопада 1983 року і з 27 вересня 1986 року по 20 жовтня 1987 року. | 19 березня 1988                                                                | Помер унаслідок тяжкого захворювання, отриманного в Афганістані. Похований на цвинтарі Дієвка-1 м. Дніпропетровська. |                                                                                              |
|   | Борщевицький Олександр Сергійович     |          | Старший лейтенант                                                                                     | Народився 12 травня 1952 року в місті Донецьк. Закінчив Харківське військове авіаційне інженерне училище в 1972 р. В Республіці Афганістан — в червні 1978 та з грудня 1979. | 10 березня 1980                                                                | Загинув в авікатастрофі за 65 кілометрів на південь від Кушки під час перегонки вертольотів Мі-8 для військово-повітряних сил Афганістану. Похований на Щегловському кладовищі в місті Донецьк.                                          |                                                                                              |
|   | Бухонько Володимир Петрович           |          | Старший солдат                                                                                        | Народився 30 листопада 1966 р. у с. Червлене Лебединського району Сумської області. Після закінчення школи працював трактористом у колгоспі ім. 1 Травня. 18 квітня 1985 року призваний до лав Радянської Армії. Пройшов підготовку щодо дій у гірській місцевості при в/ч 51087 за спеціальністю «розвідник». Із серпня 1985 р. проходив службу в Афганістані (в/ч п/п 51932). | 24 листопада 1985                                                              | Під час виконання бойового завдання в районі населеного пункту Чарикар був поранений, але знищив бойову точку противника, чим забезпечив можливість винесення поранених з поля бою. Помер від ран. Похований у с. Червлене.              | (21.03.1986, посмертно)                                                                      |
|   | Березовський Валерій Вікторович       |          | Капітан                                                                                               | Народився 3 липня 1957 року у м. Маріуполі. Закінчив Васильківське авіаційно-технічне училище. В Репсубліці Афганістан — з грудня 1982. | 22 листопада 1986                                                              | Помер унаслідок важкого захворювання, отриманного в Афганістані. Похований на Центральному цвинтарі м. Волноваха. |                                                                                              |
|   | Білаш Валерій Васильович              |          | Прапорщик                                                                                             | Народився 28 жовтня 1957 року в селі Соколова Балка Полтавської області. Після закінчення школи працював помічником комбайнера в колгоспі. В Республіці Афганістан — з серпня 1985 року. | 27 травня 1986                                                                 | Загинув унаслідок ураження електрострумом. Похований в селі Канави Полтавської області. |                                                                                              |
|   | Блінов Ігор Олегович                  |          | Лейтенант                                                                                             | Народився 4 грудня 1960 року в місті Северодонецьк. Закінчив Луганське вище військове авіаційне училище штурманов. В Республіці Афганістан — з серпня 1983 року. | 1 травня 1984                                                                  | Загинув при проведенні операції в райони ущелини Панджшер. Похований у місті Луганськ. | (посмертно)                                                                                  |
|   | Ведерис Микола Іоносович              |          | Рядовий                                                                                               | Народився 16 липня 1962 в смт. Солоницівка Дергачівського району Харківської області у робітничій сім'ї. Навчався в Солоницівській середній школі. Потім закінчив курси водіїв. Працював слюсарем на Курязькому заводі силікатних виробів. Восени 1980 року був призваний до лав Радянської Армії, в Афганістані — з березня 1982. | 13 грудня 1982                                                                 | Похований у смт. Солоницівці. | (посмертно)                                                                                  |
|   | Віннік Павло Павлович                 |          | Старший лейтенант                                                                                     | Народився 27 січня 1962 року в місті Костополі Рівненської області. Закінчив Сизранське вище військове авіаційне училище льотчиків. В Республіці Афганістан — з листопада 1986 року. | 4 квітня 1987                                                                  | Загинув у збитому вертольоті Мі-24. Похований на центральному кладовищі міста Красноармійськ Донецької області. | (посмертно)                                                                                  |
|   | Вороняк Володимир Йосипович           |          | Прапорщик, бортовий технік вертольоту Мі-6.                                                           | Народився 13 травня 1948 року в селі Корналовичі Львівської області. Після закінчення школи працював на моторному заводі у м. Мелітополь. В Республіці Афганістан — з липня 1982 року. | 23 серпня 1982                                                                 | Загинув у збитому вертольоті Мі-6. Похований в селі Корналовичі. |                                                                                              |
|   | Пі́дченко Сергі́й Іва́нович              |          | гвардії рядовий, 3-й артилерійський дивізіон, 70-та окрема гвардійська мотострілецька бригада ЗС СРСР | Народився 11 травня 1967 року в селищі Андріївка Балаклійського району Харківської області. У 1974-82 роках навчався в Андріївській восьмирічній школі № 3, у 1982-84 — в Андріївській середній школі № 1. У 1984 році пішов працювати на Шебелінське автотранспортне підприємство слюсарем. 22 жовтня 1985 року був призваний на службу до Збройних сил СРСР Балаклійським районним військовим комісаріатом. 2 лютого 1986 року був направлений до Демократичної Республіки Афганістан. Потрапив в артилерійську частину, служив механіком-водієм МТ-ЛБ. Під час військової служби брав участь у бойових операціях, в супроводженнях колон. | 2 липня 1986                                                                   | Отримав смертельне поранення в груди і живіт під час мінометного обстрілу сторожової застави поблизу населеного пункту Коракан провінції Кандагар.                                                                                       | 9.7.1986, посмертно                                                                          |
|   | Стовба Олександр Іванович             |          | лейтенант                                                                                             | Народився у Дніпропетровську. Військовий, поет. | 29 березня 1980                                                                | Загинув у бою. | Герой Радянського Союзу                                                                      |
|   | Невмивака Олександр Олексійович       |          | Старший лейтенант, бортовий технік Мі-8                                                               | Народився 14 липня 1963 року в м. Золотоноша Черкаської області. Закінчив Виборгське авіаційне училище цивільної авіації. В Республіці Афганістан — з серпня 1986 року. | 21 квітня 1987                                                                 | Загинув в збитому вертольоті Мі-8 в районі Торшикот. Похований на батьківщині. | (посмертно)                                                                                  |
|   | Яцюк Володимир Іванович               |          | Рядовий                                                                                               | Народився 4 вересня 1965 року в с. Анадоли Хотинського району. До служби в армії закінчив автошколу, працював водієм. До лав Радянської армії був призваний 4.09.1983 року Хотинським РВК. В Афганістані з грудня 1983 року. Служив водієм у в/ч польова пошта 93978 під м. Файзабад. Неодноразово брав участь у рейдових операціях | 13 травня 1984                                                                 | Під містом Чарикар колона з пальним, у складі якої був Володимир, була масовано обстріляна з гранатометів і кулеметів. Володимир відвів палючий автомобіль на узбіччя, щоб звільнити маневрування для інших. Помер у шпиталі від опіків. | (посмертно)                                                                                  |